# Meituan
Meituan (mandarin : 美团) est une entreprise technologique chinoise basée à Pékin, spécialisée dans les services à la demande. Elle opère une plateforme en ligne via une application mobile multi-usages (en), utilisée afin de connecter les utilisateurs aux commerçants locaux pour la livraison de nourriture (en), les réservations d'hôtels, le transport et autres services. Elle est cotée à la Bourse de Hong Kong et figure régulièrement parmi les entreprises technologiques chinoises aux capitalisations boursières les plus élevées. À l'étranger, l'entreprise a lancé Keeta, une application de livraison de repas présente notamment à Hong Kong, en Arabie Saoudite et au Brésil.
Fondée en 2010 par Wang Xing (en), elle a débuté en tant que site d'achats groupés avant de se transformer en une plateforme de services à la demande. En 2015, elle a fusionné avec son concurrent Dianping (zh), étendant ainsi son offre dans les domaines de la restauration et des services de proximité. Sur le marché de la livraison de repas, Meituan concurrence principalement Ele.me (Alibaba) et JD Takeaway (zh) (JD.com). L'entreprise a également été confrontée à des enquêtes réglementaires dans le cadre du durcissement général du contrôle de l'État sur les grandes plateformes technologiques, notamment en matière de pratiques anticoncurrentielles et de droits des livreurs.

## Histoire

### Débuts (2010-2015)
Meituan est fondée en mars 2010 par Wang Xing (en),, un entrepreneur en série (de) ayant précédemment créé Xiaonei.com (devenu plus tard Renren) et Fanfou (en), respectivement inspirés de Facebook et Twitter. L'entreprise naît sous la forme d'un site web de vente groupée, directement inspiré du modèle commercial de Groupon,.

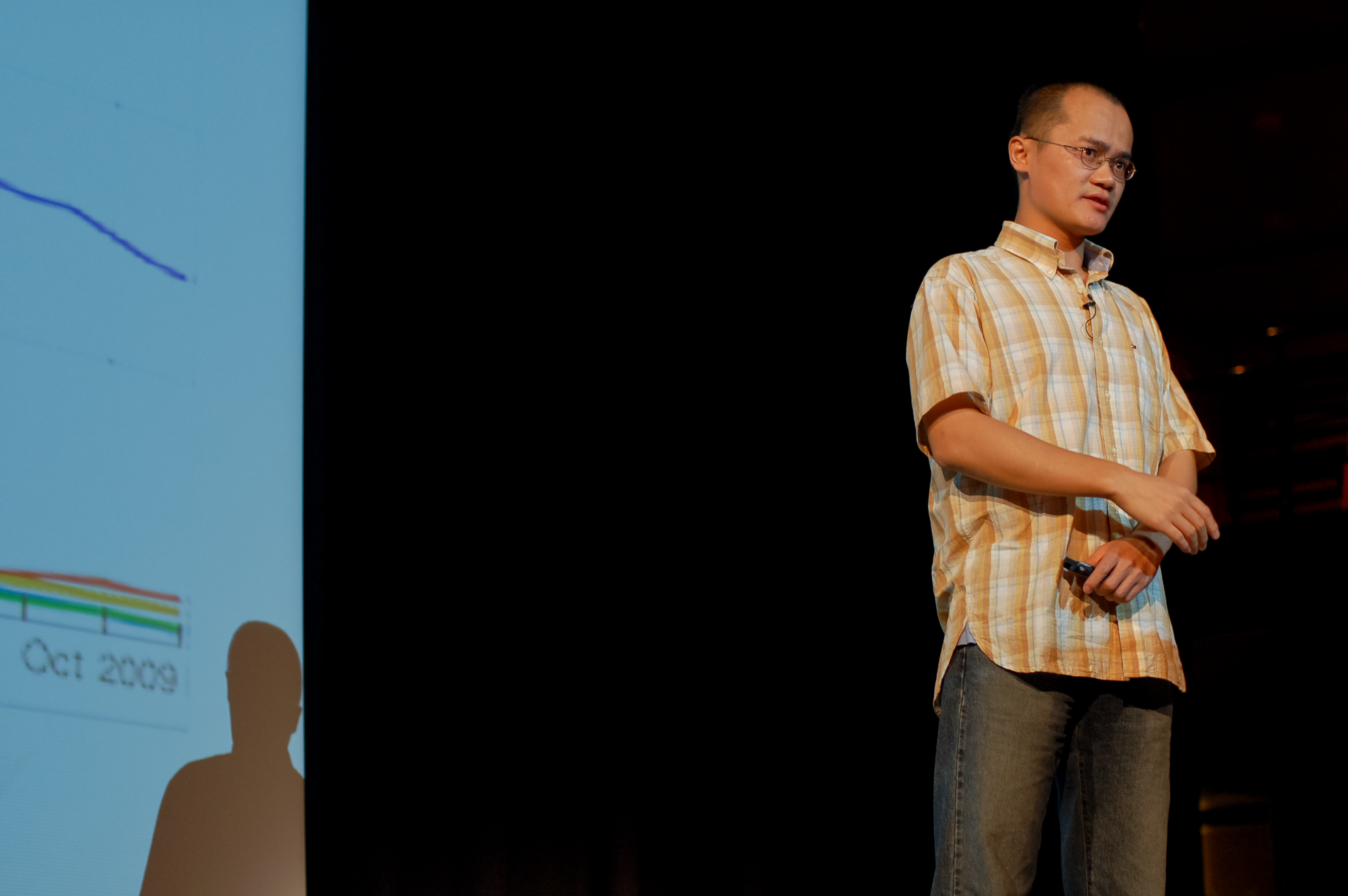
en 2009

L'introduction du modèle Groupon en Chine en 2010 entraîne une concurrence extrêmement intense, marquée par l'émergence rapide de très nombreux sites proposant des services similaires. Cette période, surnommée la « guerre des mille Groupons », voit s'affronter jusqu'à 6 000 plateformes de vente groupée à travers le pays,,. Meituan se positionne initialement sur le segment des bons de réduction auprès des commerçants. Le concept de négociation collective, bien que popularisé en Occident par Groupon, correspondait à des pratiques préexistantes dans la culture commerciale chinoise.
Dès ses premières années d'activité, Meituan reçoit des financements d'investisseurs majeurs tels que Sequoia China (en) et Alibaba, bien que la relation avec Alibaba se complexifiera par la suite lorsque Wang Xing s'affranchira de ce partenariat, provoquant la colère des cofondateurs d'Alibaba, Jack Ma et Joe Tsai. Face à l'intensité de la concurrence sur le marché des villes de premier rang (en), Meituan choisit de se concentrer sur l'expansion vers les villes de deuxième et troisième rang (en). Cette stratégie géographique le distingue de ses concurrents principalement concentrés dans les grandes métropoles et lui permet d'établir une présence dans des marchés moins saturés.
À partir de 2012, Meituan commence à diversifier ses activités pour passer progressivement d'une plateforme de vente groupée à une plateforme multiservice axée sur les services locaux. Il lance Maoyan Dianying (zh) en 2012, destiné à la réservation de billets de cinéma. L'application séparée développée pour ce service, baptisée Maoyan (en), enregistre une croissance soutenue de ses revenus, portée en partie par celle du marché cinématographique chinois durant cette période,.
En 2013, Meituan lance ce qui deviendra l'un de ses secteurs centraux, les services de livraison de repas (en), cherchant à se faire une place sur ce marché en proposant des services gratuits et en mettant en avant sa fiabilité auprès des restaurateurs partenaires. En parallèle, Meituan s'appuie sur le big data et l'exploitation des données comportementales pour optimiser ses stratégies marketing. La philosophie opérationnelle de l'entreprise durant cette période est axée sur le déploiement accéléré de nouvelles initiatives, des ajustements progressifs basés sur les retours clients, la recherche d'efficacité opérationnelle, et l'arrêt rapide des projets non viables.

### Fusion avec Dianping et consolidation (2015-2023)
Le 8 octobre 2015, Meituan officialise sa fusion avec son principal concurrent Dianping (zh), créant ainsi une entité valorisée à 15 milliards de dollars américains,,,. Cela met fin au conflit par les prix entre les deux entreprises et crée la plus importante plateforme de services en ligne de Chine à cette époque. L'accord de fusion prévoit une structure de gouvernance bipartite avec Wang Xing, PDG de Meituan soutenu par Alibaba, et Zhang Tao, son homologue de Dianping appuyé par Tencent, qui exercent conjointement les fonctions de co-présidents et co-directeurs généraux de la nouvelle entité. La fusion place l'entreprise résultante, baptisée Meituan-Dianping, en position dominante sur le secteur online to offline (en) (O2O) chinois. En janvier 2016, elle effectue une levée de fonds de 3,3 milliards de dollars, portant sa valorisation à 18 milliards de dollars. En 2015, elle revendique un volume brut de marchandises (en) de 170 milliards de yuans (25,84 milliards de dollars) et dessert environ 150 millions d'utilisateurs actifs mensuels,.
À la même époque, elle s'engage dans une concurrence (souvent qualifiée de « guerre ») avec Ele.me, soutenu par Alibaba. Les deux entreprises dépensent des milliards de yuans en subventions pour attirer les clients par le biais de remises importantes et de coupons ce qui permet aux consommateurs de bénéficier de repas à des prix très bas, mais soulève des questions sur la rentabilité à long terme des entreprises,.

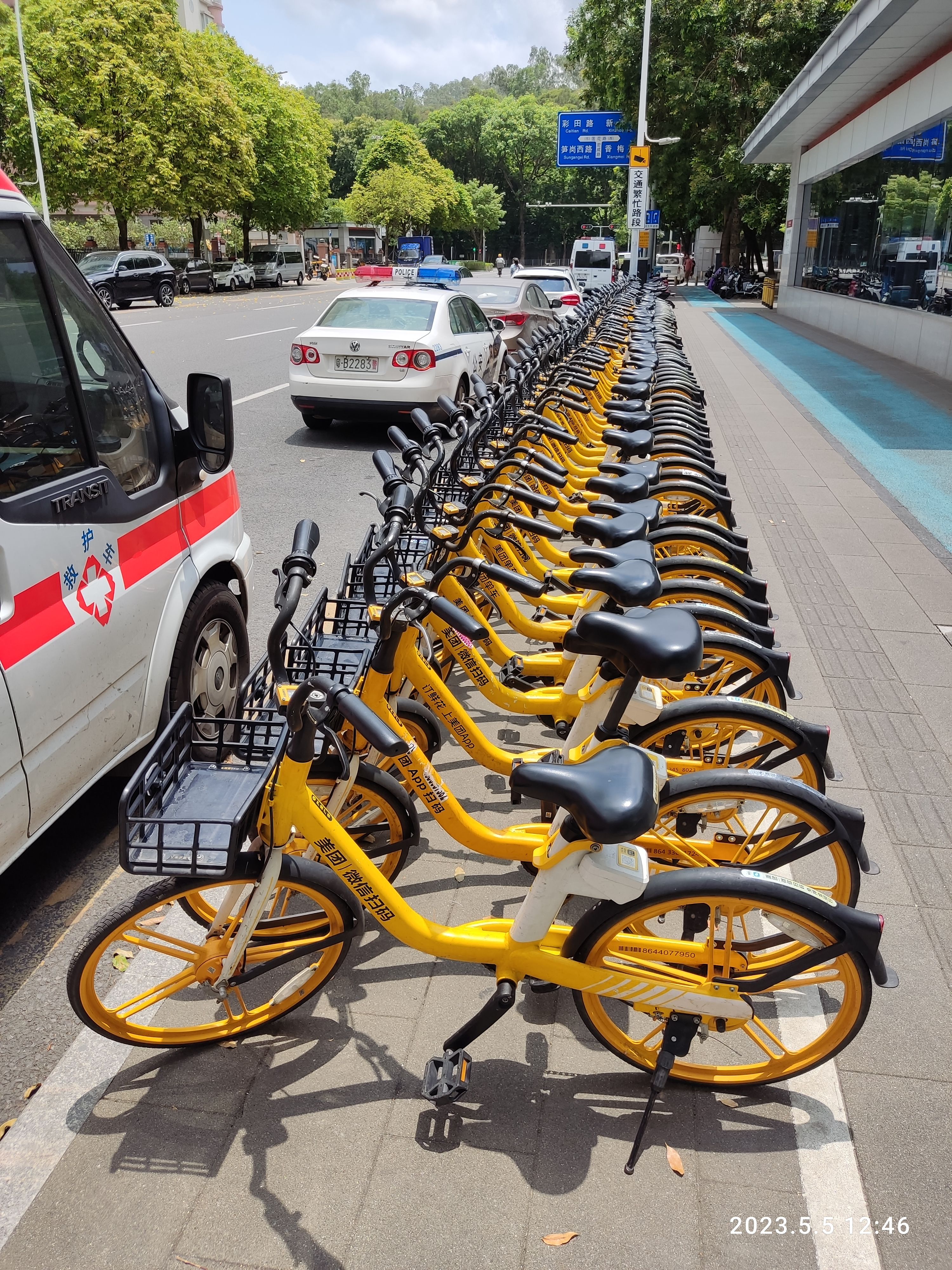
Vélos en libre-service Meituan en 2023

En octobre 2017, Meituan est valorisé à 30 milliards de dollars. En avril de la même année, elle rachète Mobike, l'une des plus importantes entreprises mondiales de vélos en libre-service, pour 2,7 milliards de dollars,, ce qui s'inscrit dans sa volonté de s'étendre vers les services de mobilité, afin d'élargir son offre pour ses 320 millions d'acheteurs actifs annuels. En 2019, elle rebaptise Mobike en Meituan Bike.
En septembre 2018, Meituan-Dianping procède à une IPO à la Bourse de Hong Kong et lève entre 4,2 et 5 milliards de dollars américains grâce à l'émission de 480,27 millions d'actions dans une fourchette de prix comprise entre 60 et 72 dollars de Hong Kong par action. Cela valorise l'entreprise jusqu'à 55 milliards de dollars américains et fait de Wang Xing l'une des entrepreneurs les plus riches de Chine avec une fortune personnelle estimée à 5,3 milliards de dollars américains,. Pour 2018, sa perte d'exploitation atteint l'équivalent de 1,27 milliard de dollars américains.
En 2019, Meituan lance des services de livraison d'épicerie, s'appuyant sur son infrastructure logistique et mobilisant ses livreurs de repas pendant les heures de pointe pour servir ce nouveau segment. Lors de la pandémie de Covid-19 en 2020, l'entreprise réagit aux confinements en ajustant ses services aux nouvelles contraintes sanitaires afin de maintenir les livraisons aux personnes confinées. En avril 2021, Meituan annonce avoir effectué une levée de fonds en bourse de 10 milliards de dollars, la valorisant à 220 milliards de dollars. En décembre 2022, Tencent annonce la vente de sa participation dans Meituan, pour près de 23 milliards de dollars.

### Expansion à l'international (2023-)

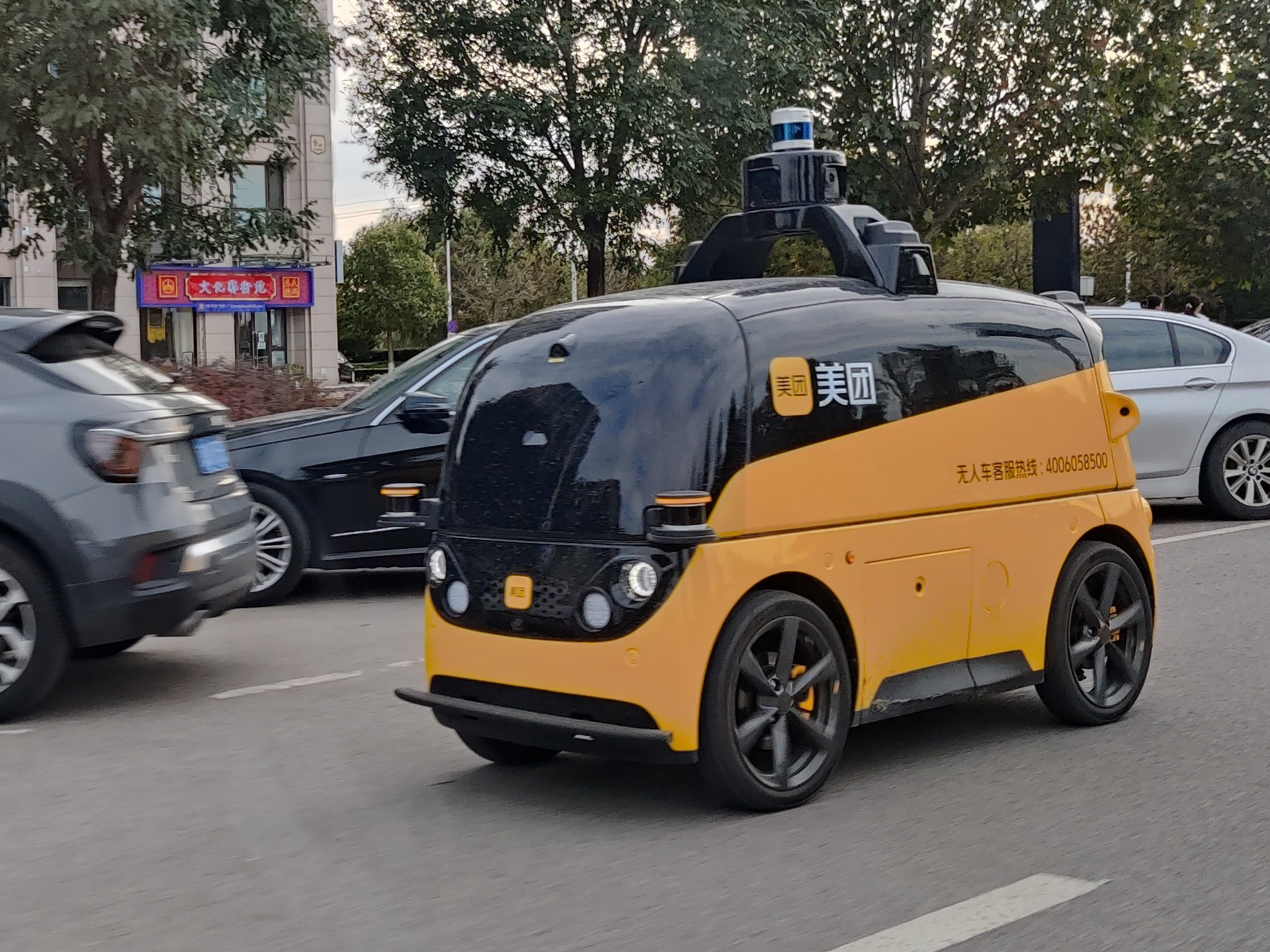
Véhicule autonome Meituan pour les livraisons

Figurant parmi les plus grandes entreprises technologiques chinoises par capitalisation boursière, Meituan annonce le projet de se développer à l'étranger. Elle inaugure la marque Keeta qui débute ses activités en mai 2023 à Hong Kong et où elle devient l'une des trois principales plateformes de livraison du territoire en moins de six mois. En mars 2024, la part de marché de Keeta à Hong Kong atteint 44 %.
Meituan lance Keeta en Arabie saoudite en 2024, ciblant d'abord la capitale Riyad, où il entre en concurrence avec les acteurs locaux établis comme Jahez (ar), Talabat (en) et HungerStation (ar). L'entreprise établit un plan triennal pour se déployer dans l'ensemble des six pays du Conseil de coopération du Golfe, incluant l'Arabie saoudite, les Émirats arabes unis, le Qatar, le Koweït, Oman et Bahreïn. Son PDG Tony Qiu estime que le marché saoudien de la livraison de repas connaîtra une croissance annuelle de 20 %. En décembre 2024, Keeta se classe parmi les deux principales applications de livraison de repas du pays.
En février 2025, Meituan voit l'arrivée d'un nouveau concurrent lorsque JD.com lance son propre réseau de livraison de repas baptisé JD Takeaway (zh) avec l'objectif d'y investir 10 milliards de yuans,.
Keeta est introduit au Brésil en mai 2025, accompagné d'un investissement de 1 milliard de dollars américains sur cinq ans pour développer l'infrastructure logistique et soutenir les commerçants locaux. L'accord est officialisé lors d'une cérémonie de signature à Pékin en présence du président brésilien Luiz Inácio Lula da Silva et du fondateur de Meituan, Wang Xing,.

## Controverses et critiques

### Pratiques anticoncurrentielles et amende pour monopole
En avril 2021, l'Administration d'État pour la régulation du marché (SAMR) a ouvert une enquête sur Meituan pour pratiques anticoncurrentielles. L'investigation portait principalement sur la pratique dite du  « choisissez-en un parmi les deux » (二选一), qui obligeait les restaurants partenaires à ne pas collaborer avec des plateformes concurrentes,. En octobre 2021, au terme de cinq mois d'investigation, la SAMR inflige à Meituan une amende de 3,44 milliards de yuans (533 millions de dollars américains) ce qui représente 3 % du chiffre d'affaires de l'entreprise en Chine en 2020, mais reste en deça de celle de 18,2 milliards de yuans infligée à Alibaba quelques mois plus tôt. En plus de l'amende, Meituan est contrainte de rembourser 1,289 milliard de yuans de dépôts de garantie et de modifier les pratiques de commission et les règles de son algorithme afin de respecter les droits des commerçants et des livreurs,. 

### Conditions de travail des livreurs et exploitation algorithmique

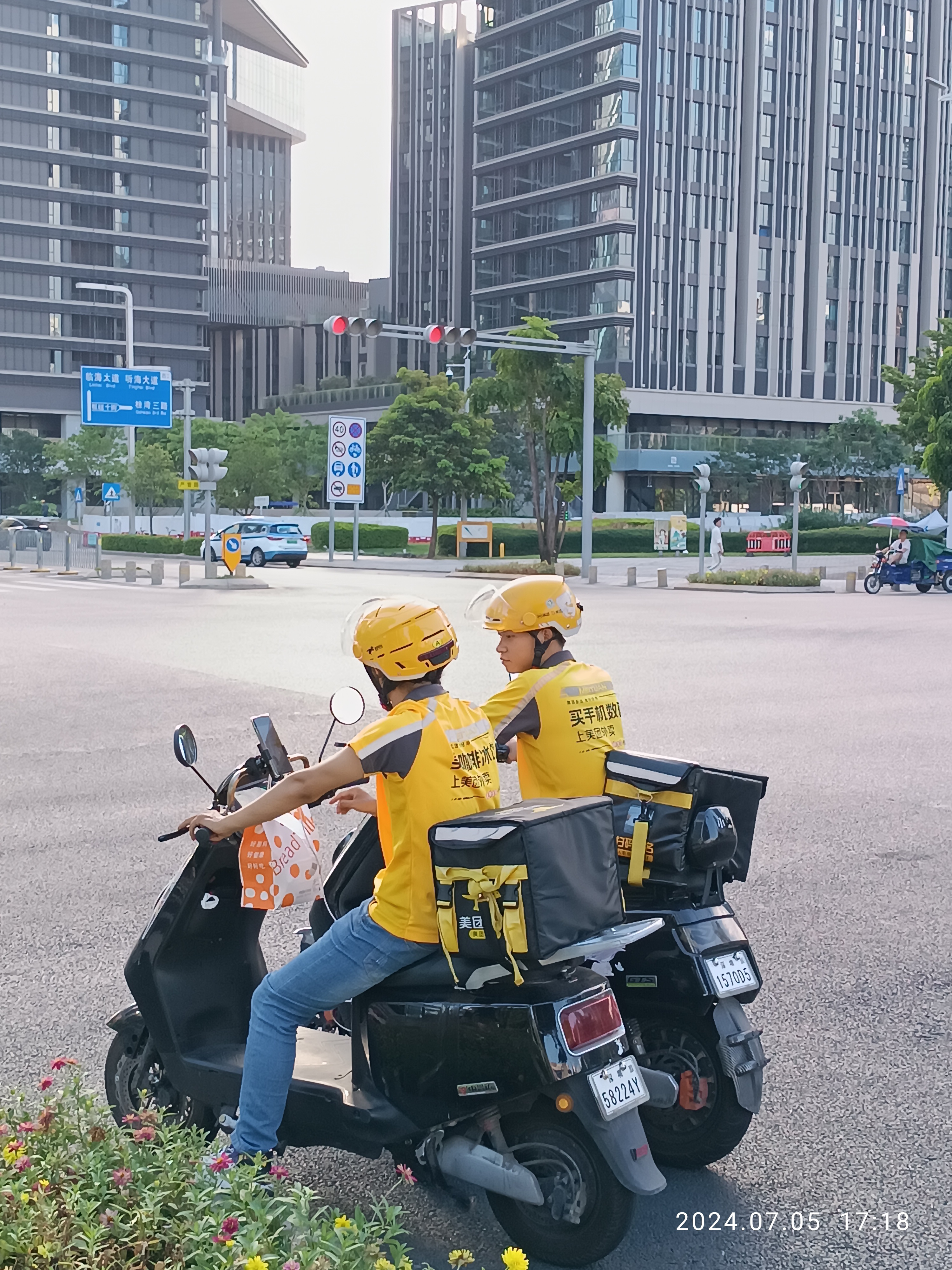
Deux livreurs Meituan

L'algorithme de Meituan fait l'objet de critiques pour son manque de transparence et ses effets sur les conditions de travail. Les livreurs de la plateforme sont confrontés à un système opaque qui fixe leur rémunération et leurs conditions de travail, à la différence d'autres secteurs où les travailleurs ont un employeur identifiable. Cet algorithme incite les livreurs à livrer plus rapidement, car les retards sont pénalisés par des amendes ou de mauvaises évaluations,,.
Des modifications imposées par Meituan sur les conditions de rémunération ont provoqué plusieurs mouvements de grève comme en mars 2023 quand des protestations de livreurs éclatent lorsque l'application diminue soudainement les gains par commande, sans possibilité de négociation. La question des conditions de travail a été mise en lumière par des incidents médiatisés. En septembre 2021, un livreur de 55 ans meurt sur son vélo après avoir travaillé des journées de 18 heures dans la chaleur estivale. Fin août de la même année, un autre livreur s'évanouit pendant son service, ce qui relance les débats sur les conditions de travail dans l'industrie. Face aux critiques croissantes, Meituan publie des rapports officiels sur les conditions de travail, qui suscitent des réactions négatives sur les réseaux sociaux. Les utilisateurs remettent en cause les chiffres, les jugeant trompeurs car ils suggèrent que les livreurs gagnent des salaires élevés et travaillent peu d'heures en moyenne.
En août 2021, la SAMR publie des directives visant à améliorer la protection des livreurs de repas, dans le sillage des plaintes concernant le manque de garanties de travail appropriées. Le gouvernement chinois adopte une approche duale : il a affiché son soutien aux travailleurs de la livraison tout en cherchant à encadrer les réformes sans l'intervention d'activistes indépendants.